# Le Maître du temps
Pour plus de détails, voir Fiche technique et Distribution.
Le Maître du temps est un film français réalisé par Jean-Daniel Pollet et sorti en 1971.

## Fiche technique
- Titre : Le Maître du temps
- Réalisation : Jean-Daniel Pollet, assisté de Pierre Beuchot
- Scénario : Pierre Kast et Jean-Daniel Pollet
- Production : Lucy Barreto et Luiz Carlos Barreto
- Photographie : Affonso Beato et Jean Collomb
- Son : Pierre Lenoir
- Pays de production : France - Brésil
- Format : Couleurs - Mono
- Genre : Drame
- Durée : 70 minutes
- Date de sortie : mai 1971[1]

## Distribution
- Martinho da Vila :
- Ruy Guerra :
- Jean-Pierre Kalfon :
- Nildo Parente (pt) :
- Eliezer Gomes (pt) :
- Duda Cavalcanti
- Renato Coutinho
- Montgomery da Silva

## Distinctions
Le film a été présenté à la Quinzaine des réalisateurs, en sélection parallèle du festival de Cannes 1971.